# Eupanacra
Eupanacra este un gen de molii din familia Sphingidae. 

## Specii
- Eupanacra angulata (Clark, 1923)
- Eupanacra automedon (Walker, 1856)
- Eupanacra busiris (Walker, 1856)
- Eupanacra cadioui Hogenes & Treadaway, 1993
- Eupanacra elegantulus (Herrich-Schaffer, 1856)
- Eupanacra greetae Cadiou & Holloway, 1989
- Eupanacra harmani Cadiou & Holloway, 1989
- Eupanacra hollowayi Tennent, 1991
- Eupanacra malayana (Rothschild & Jordan, 1903)
- Eupanacra metallica (Butler, 1875)
- Eupanacra micholitzi (Rothschild & Jordan, 1893)
- Eupanacra mindanaensis Brechlin, 2000
- Eupanacra mydon (Walker, 1856)
- Eupanacra perfecta (Butler, 1875)
- Eupanacra poulardi Cadiou & Holloway, 1989
- Eupanacra psaltria (Jordan, 1923)
- Eupanacra pulchella (Rothschild & Jordan, 1907)
- Eupanacra radians (Gehlen, 1930)
- Eupanacra regularis (Butler, 1875)
  - Eupanacra regularis continentalis  (Gehlen, 1930)
- Eupanacra sinuata (Rothschild & Jordan, 1903)
- Eupanacra splendens (Rothschild, 1894)
  - Eupanacra splendens paradoxa (Gehlen, 1932)
- Eupanacra tiridates (Boisduval, 1875)
- Eupanacra treadawayi Cadiou, 1995
- Eupanacra variolosa (Walker, 1956)
- Eupanacra waloensis Brechlin, 2000

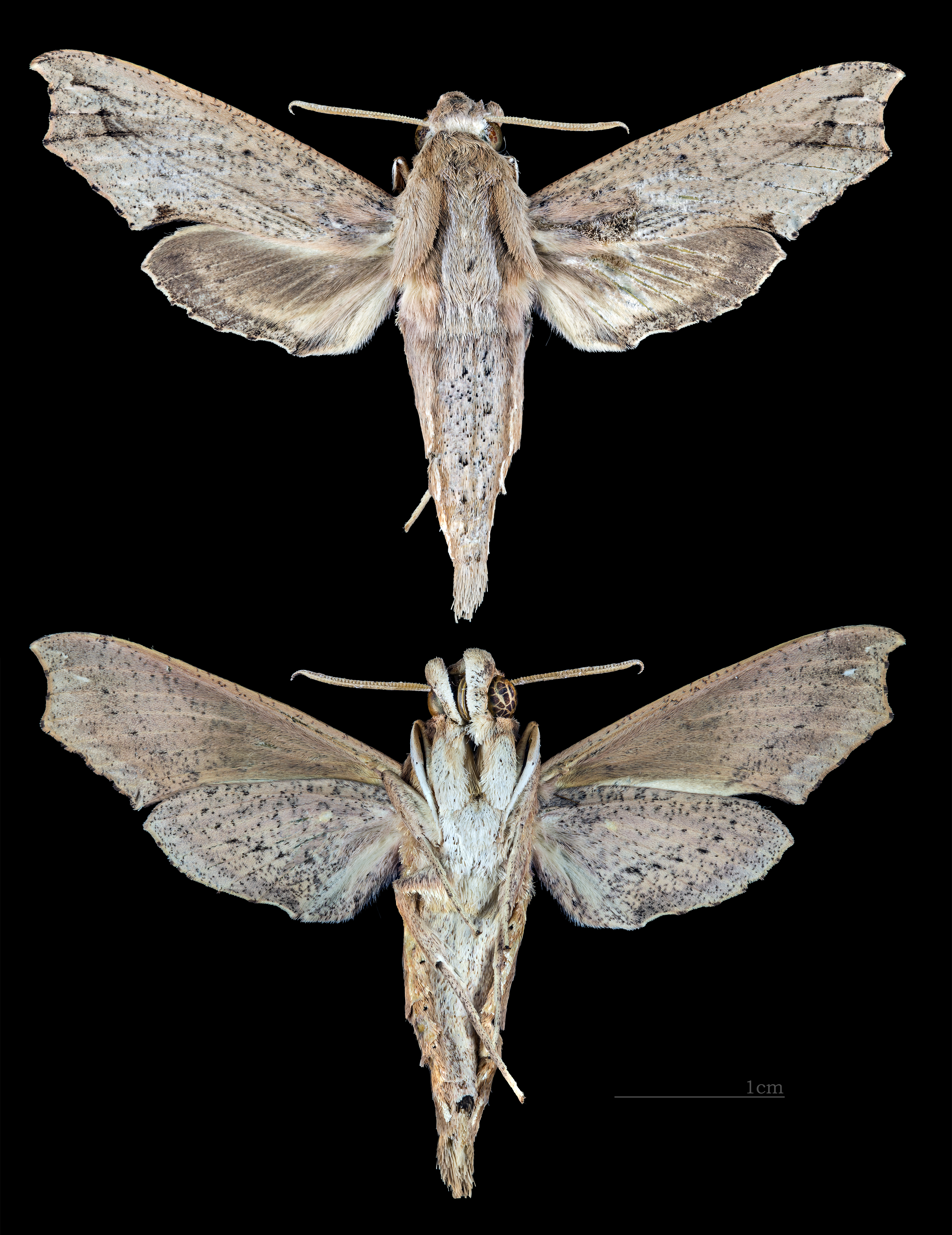
Eupanacra automedon
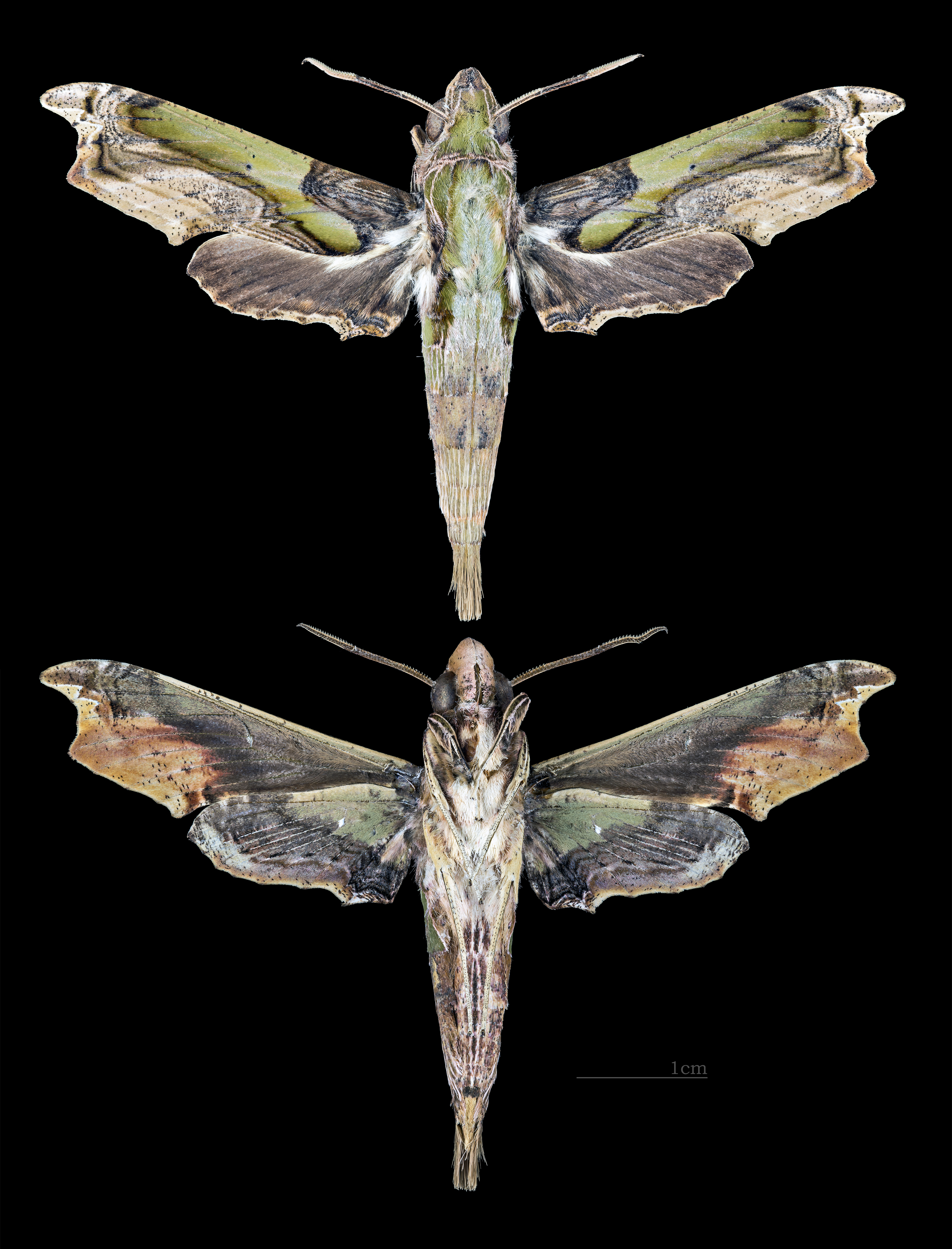
Eupanacra busiris
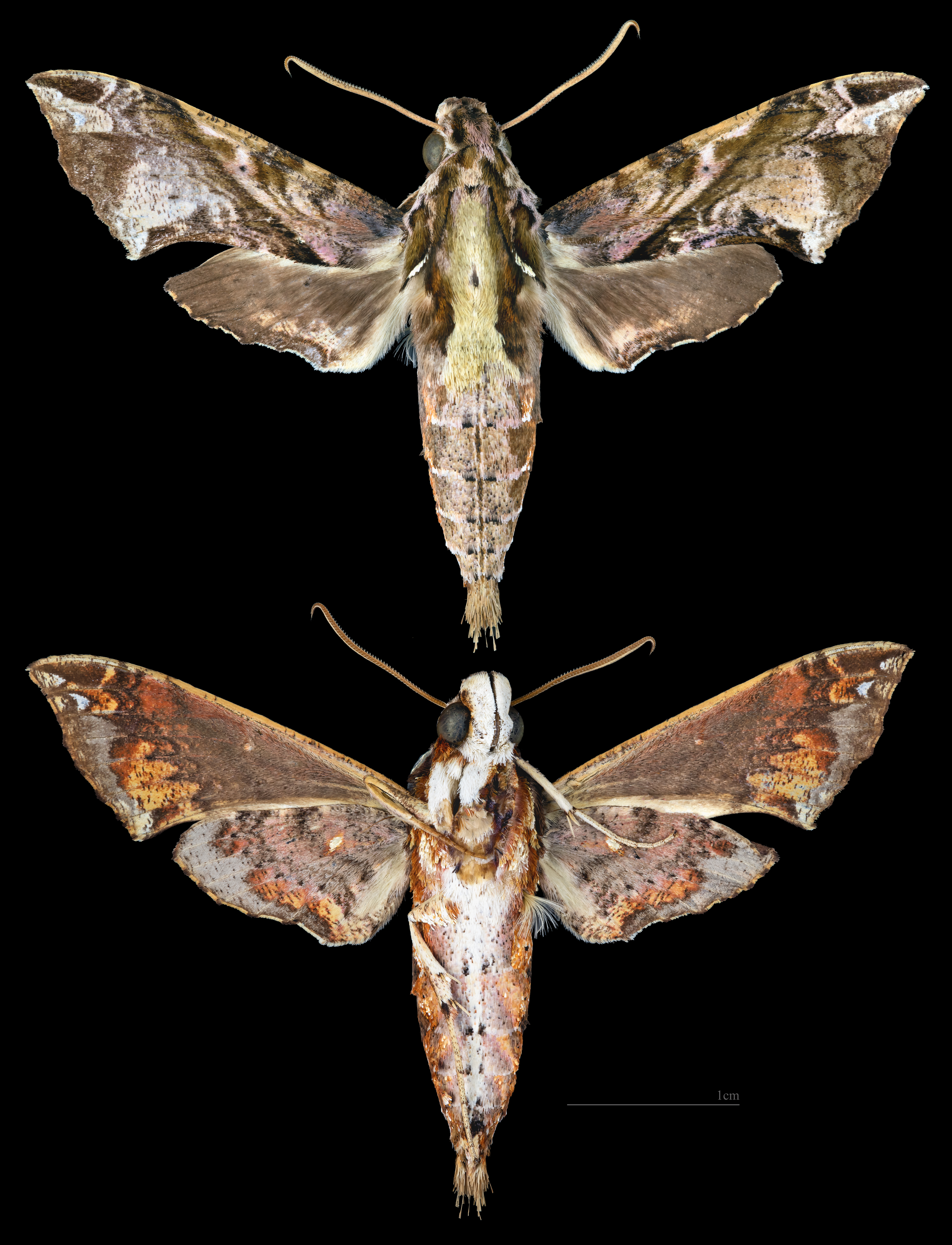
Eupanacra elegantulus
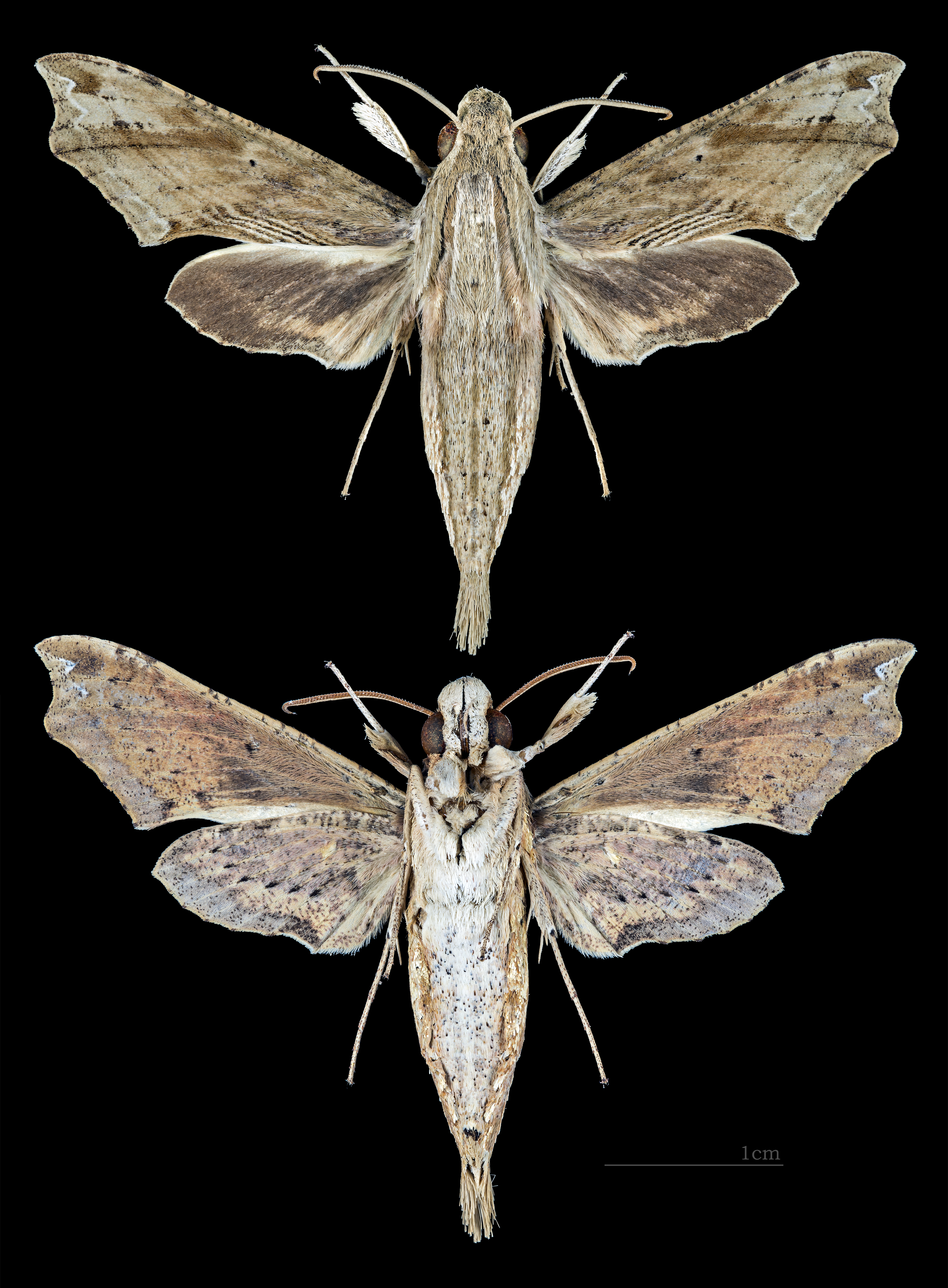
Eupanacra malayana
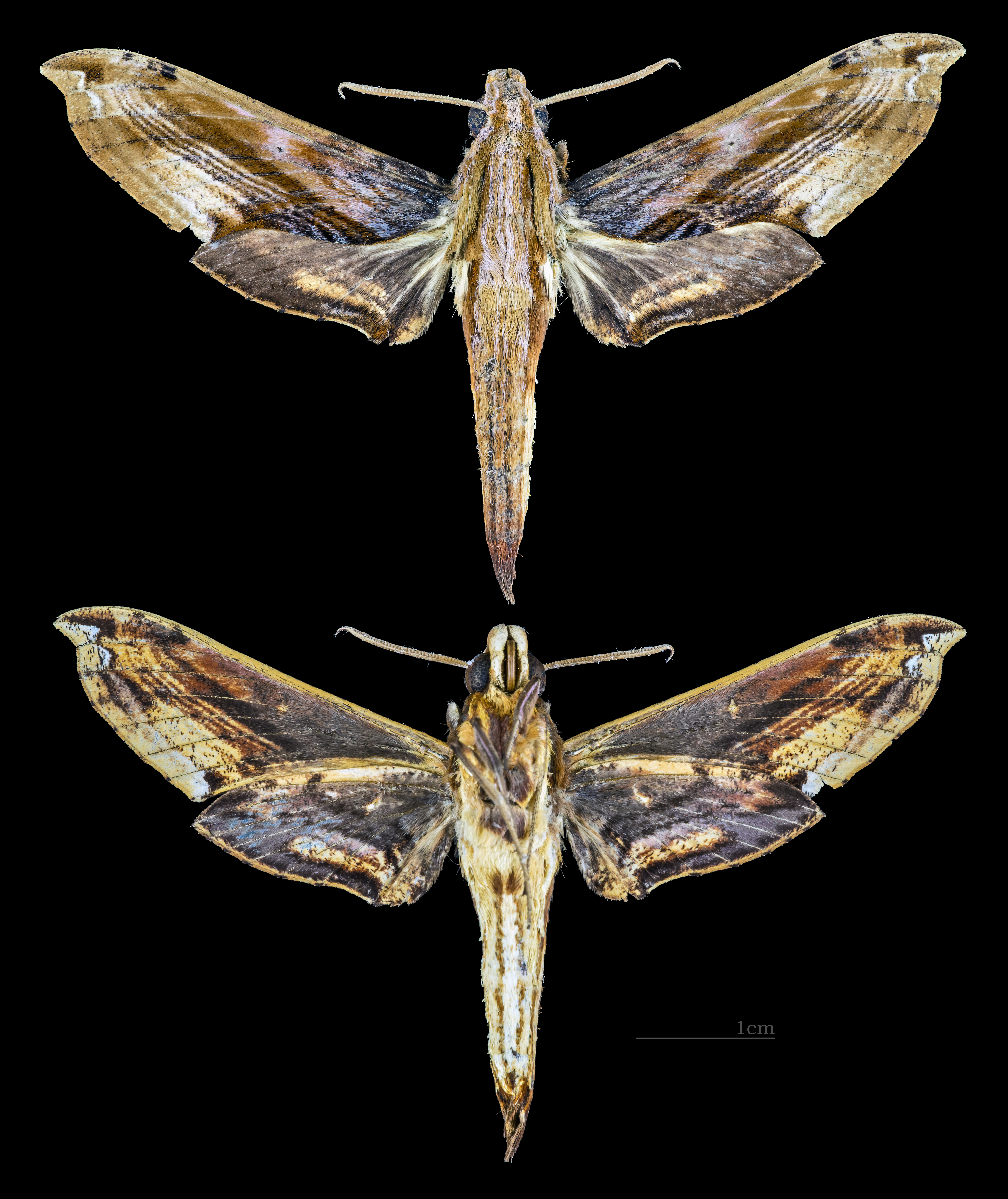
Eupanacra metallica
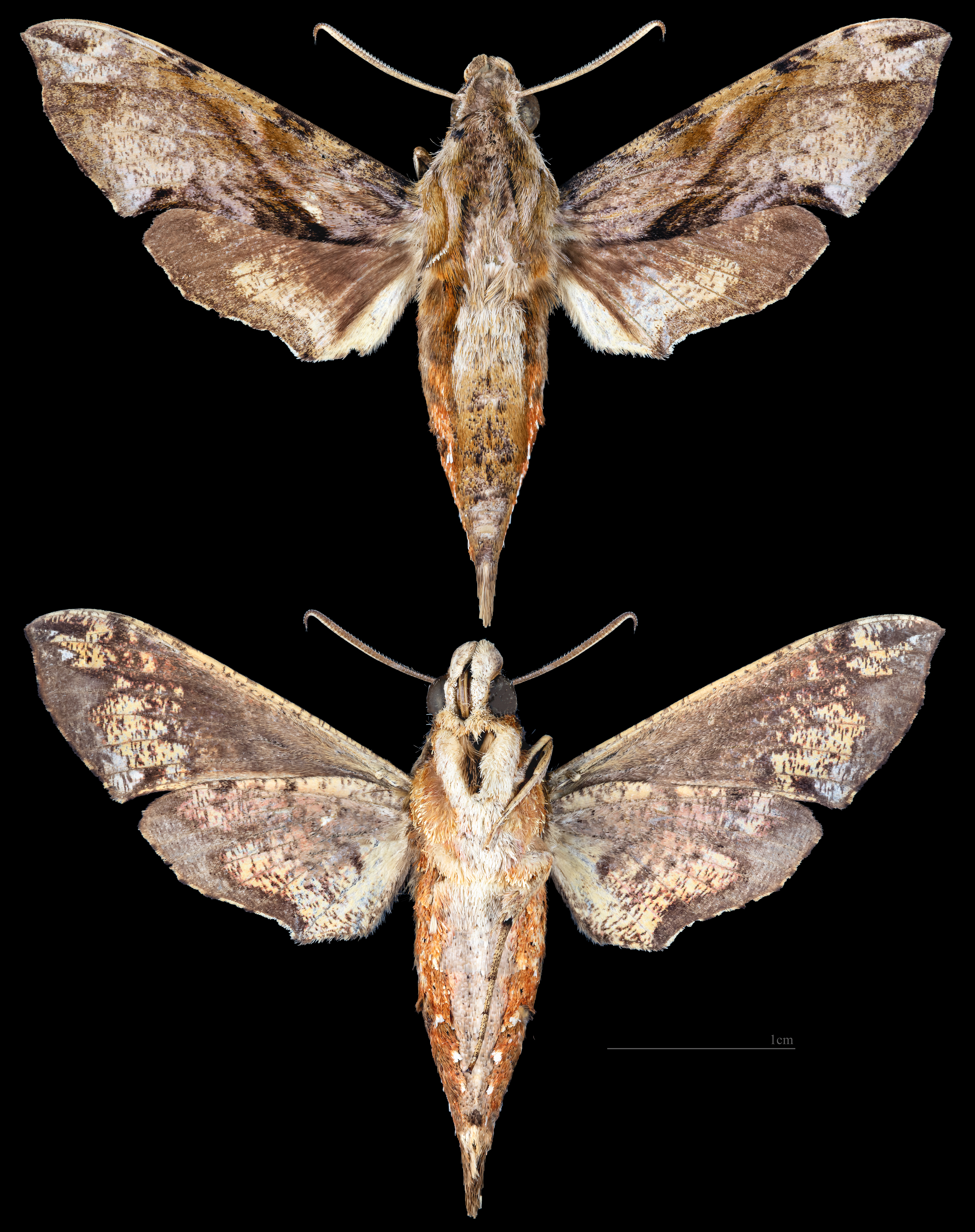
Eupanacra mydon
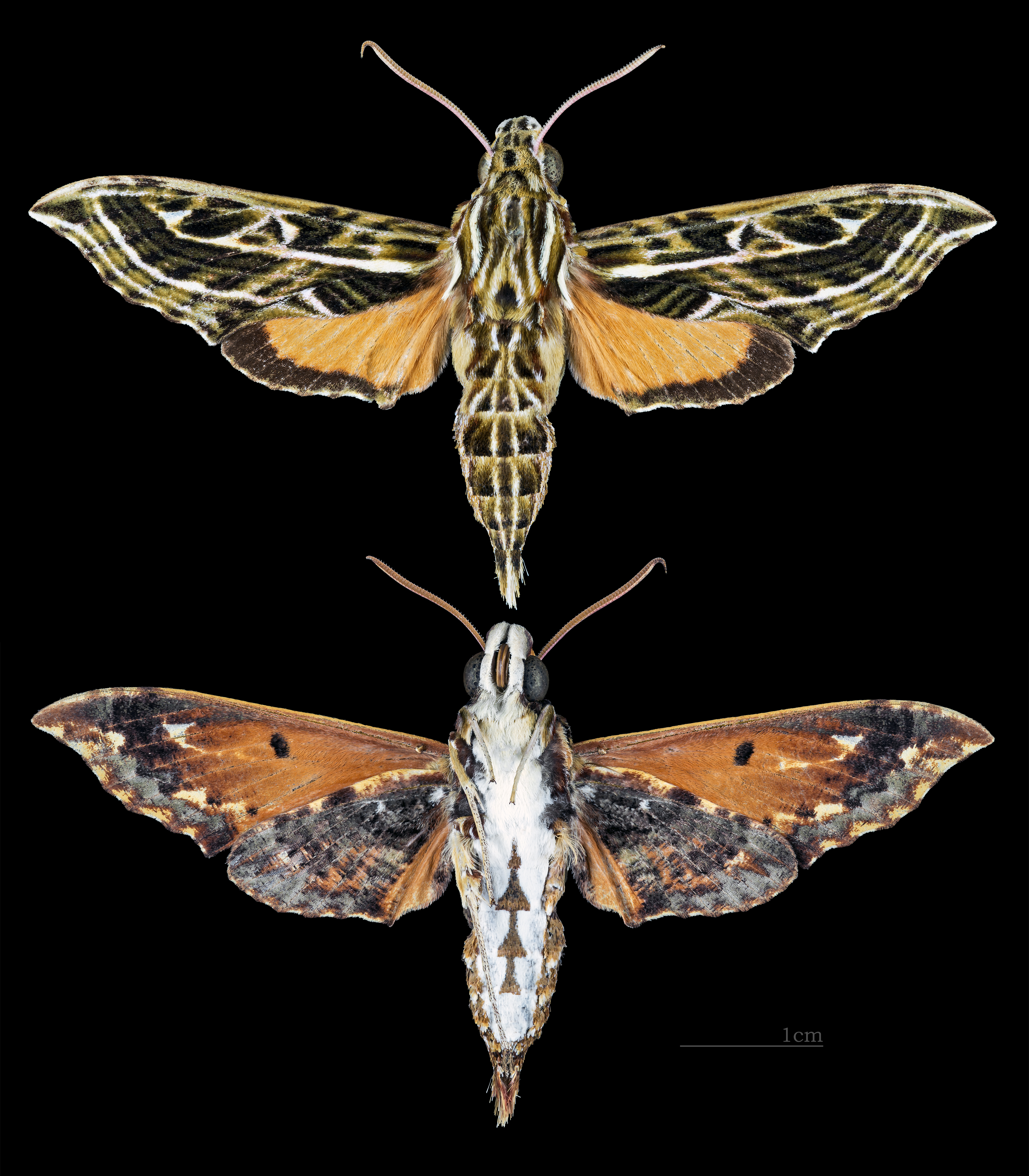
Eupanacra pulchella
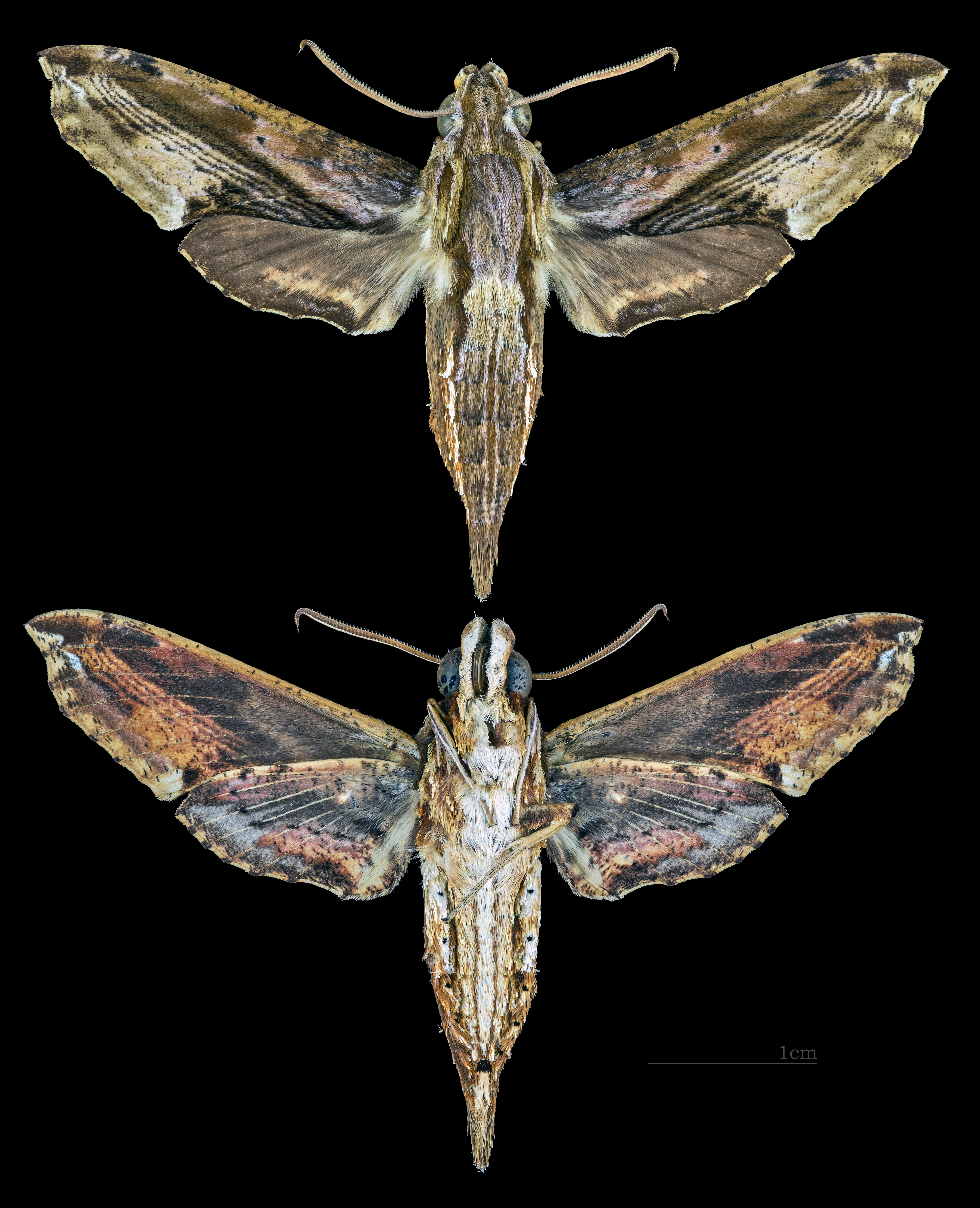
Eupanacra radians
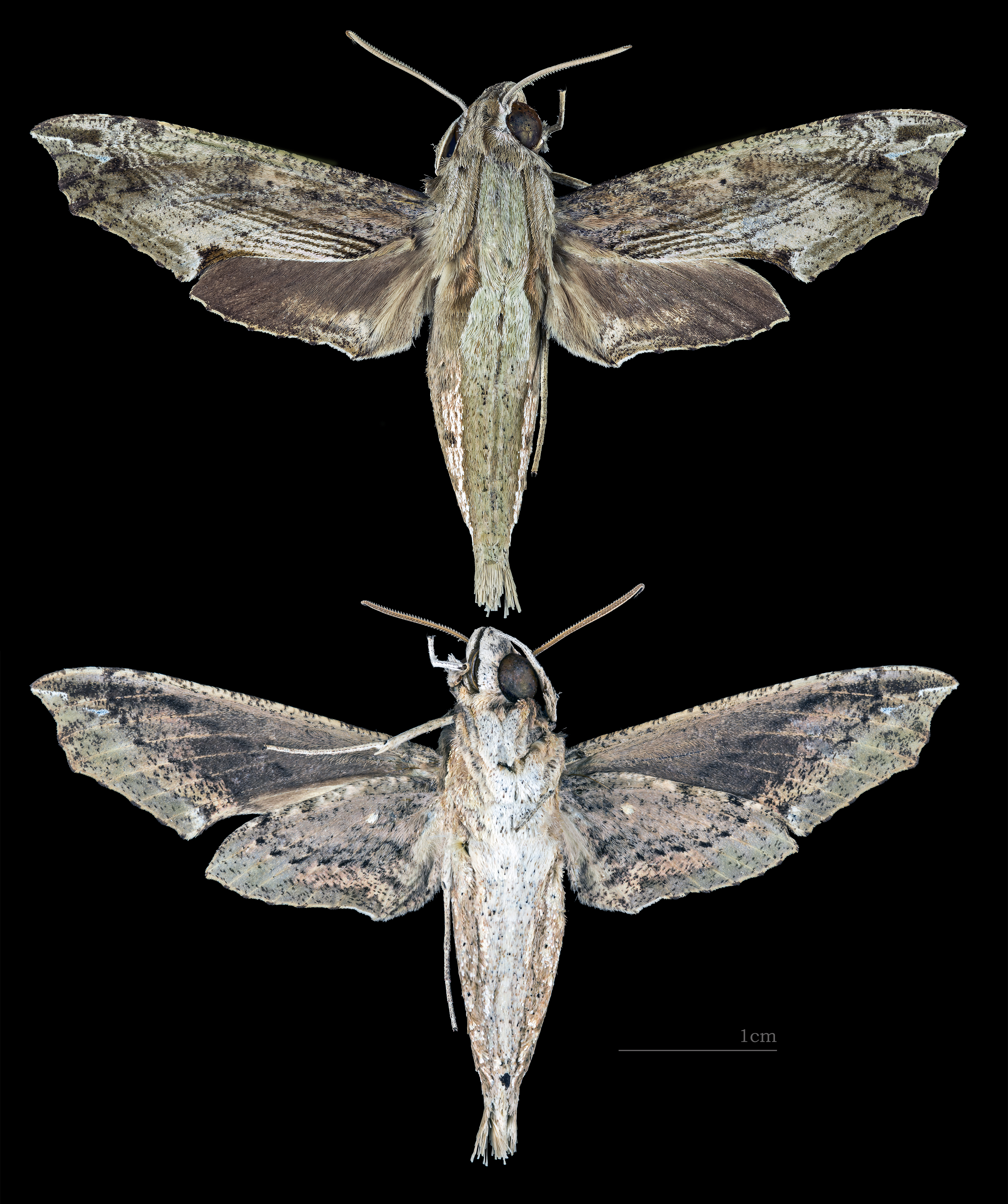
Eupanacra regularis
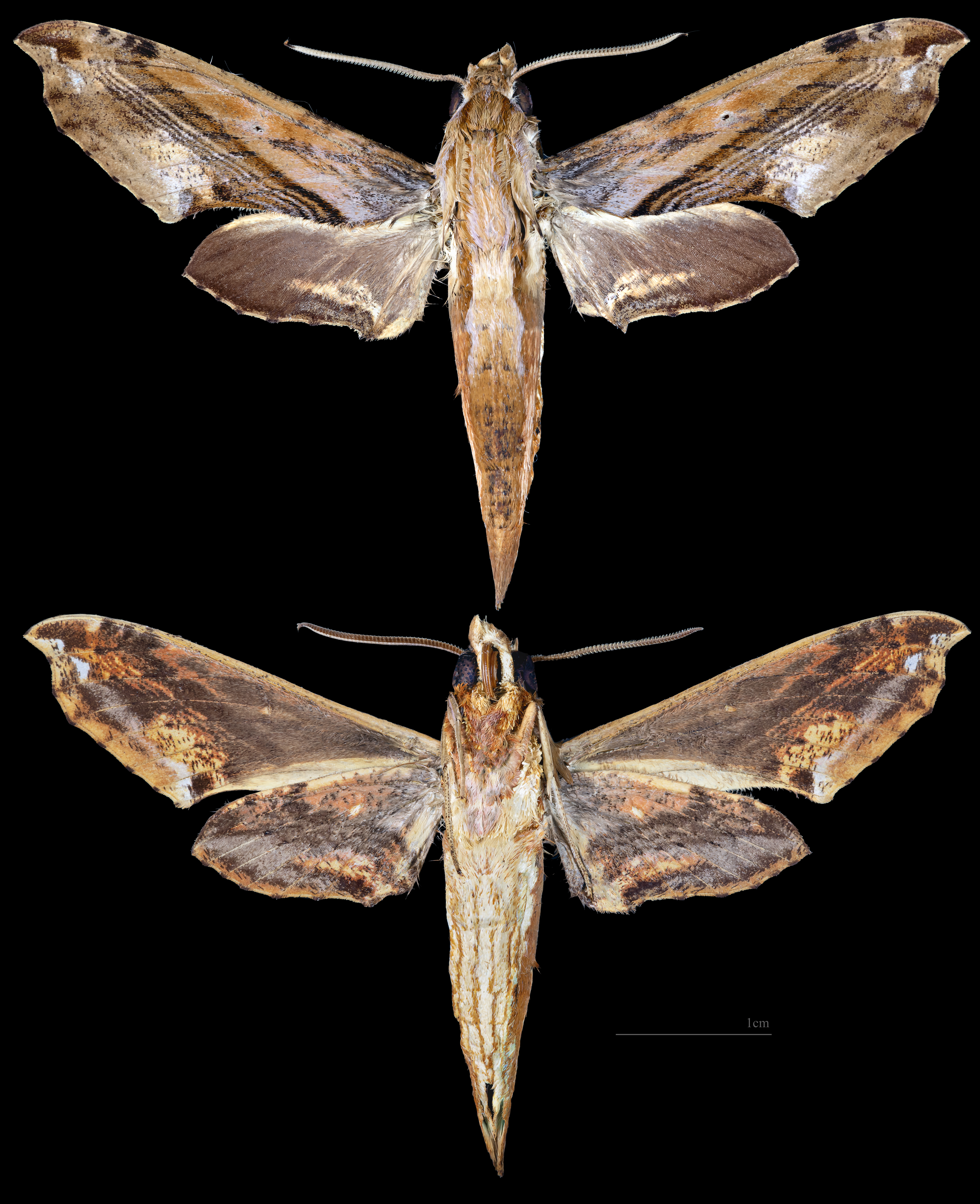
Eupanacra sinuata
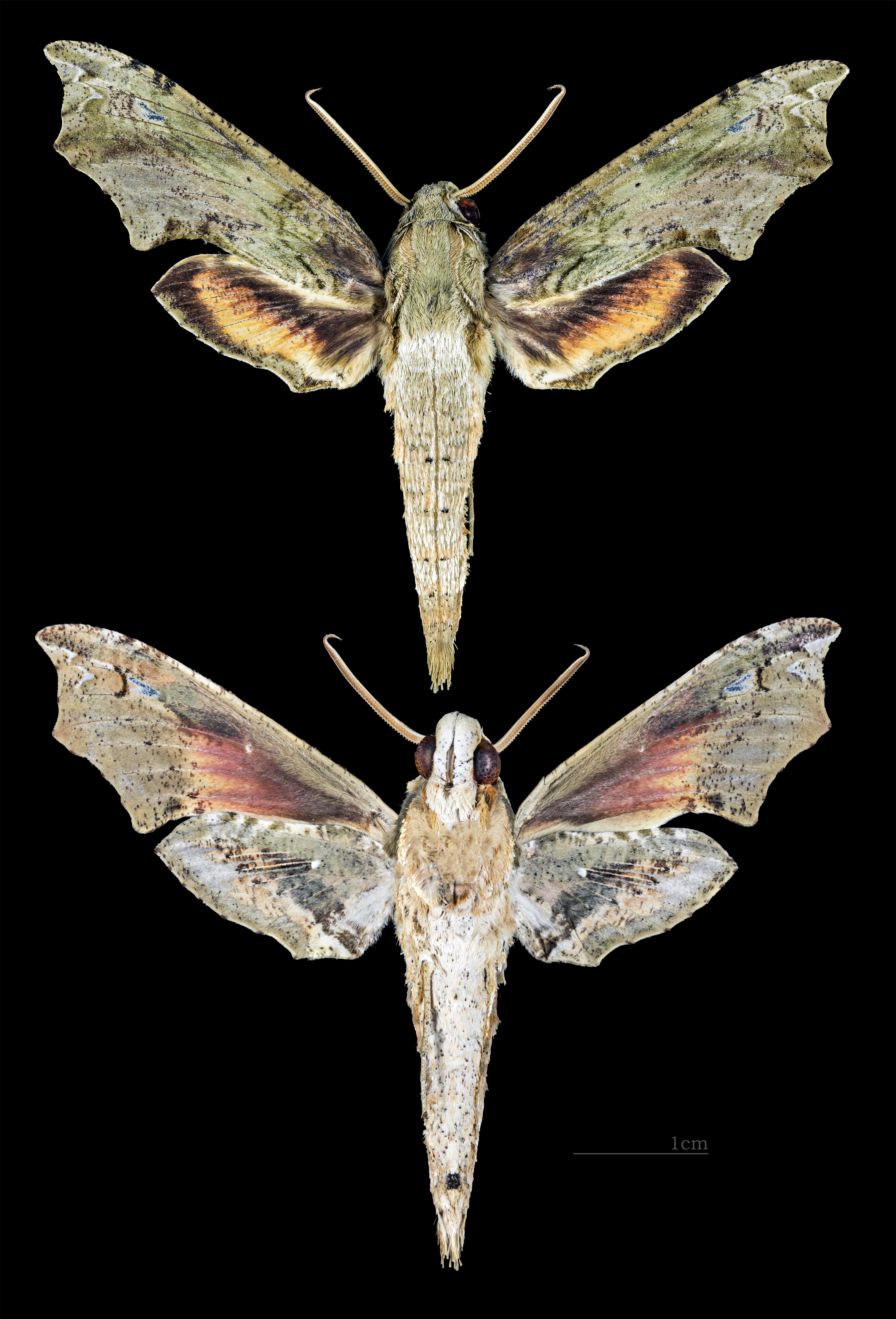
Eupanacra splendens
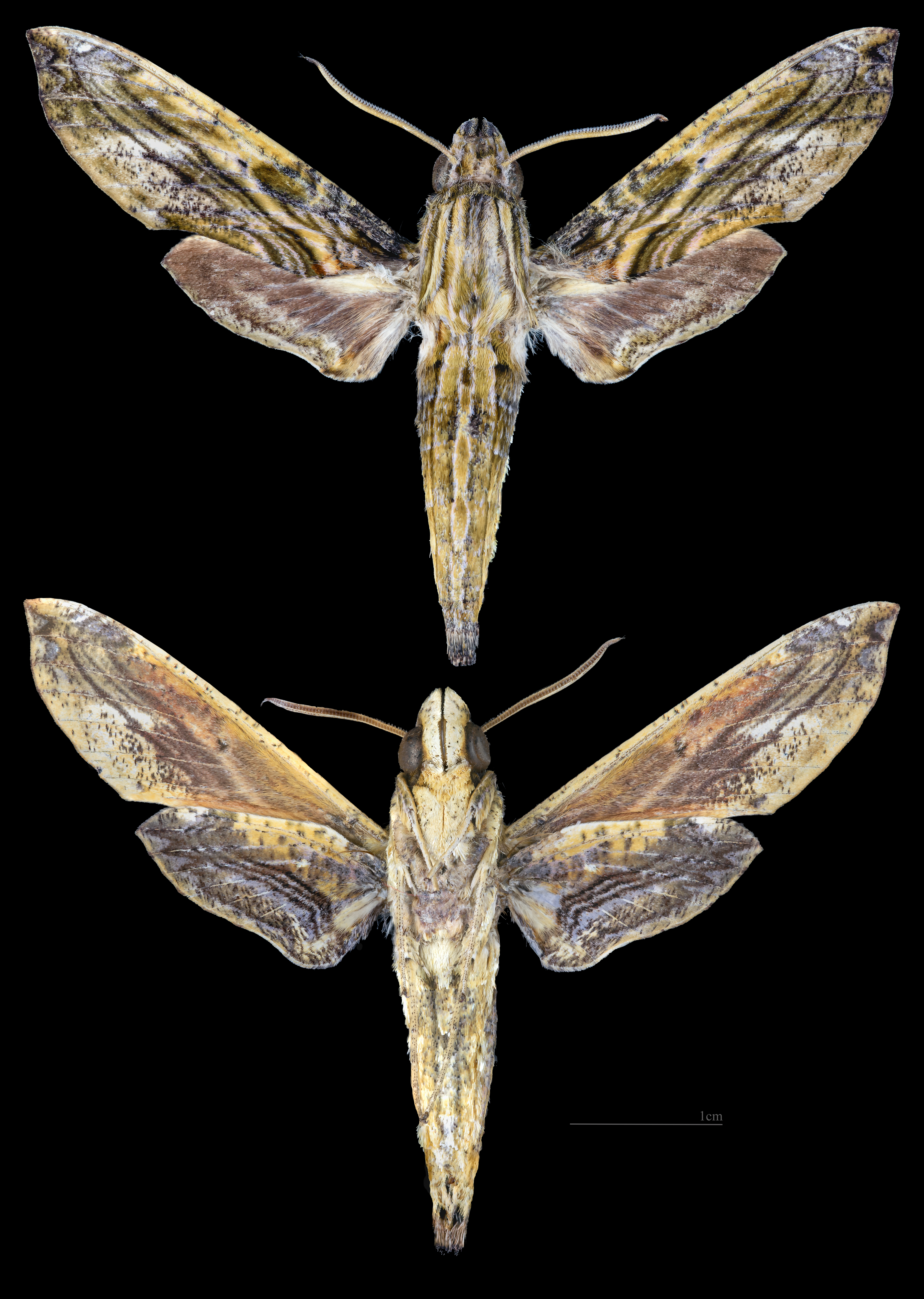
Eupanacra variolosa